# Глухарёв, Иван Никитич
Ива́н Ники́тич Глухарёв (1809 — не ранее 1840) — русский прозаик, поэт. Автор нескольких исторических романов, издатель ряда второстепенных литературных альманахов 1830-х годов.

## Биография

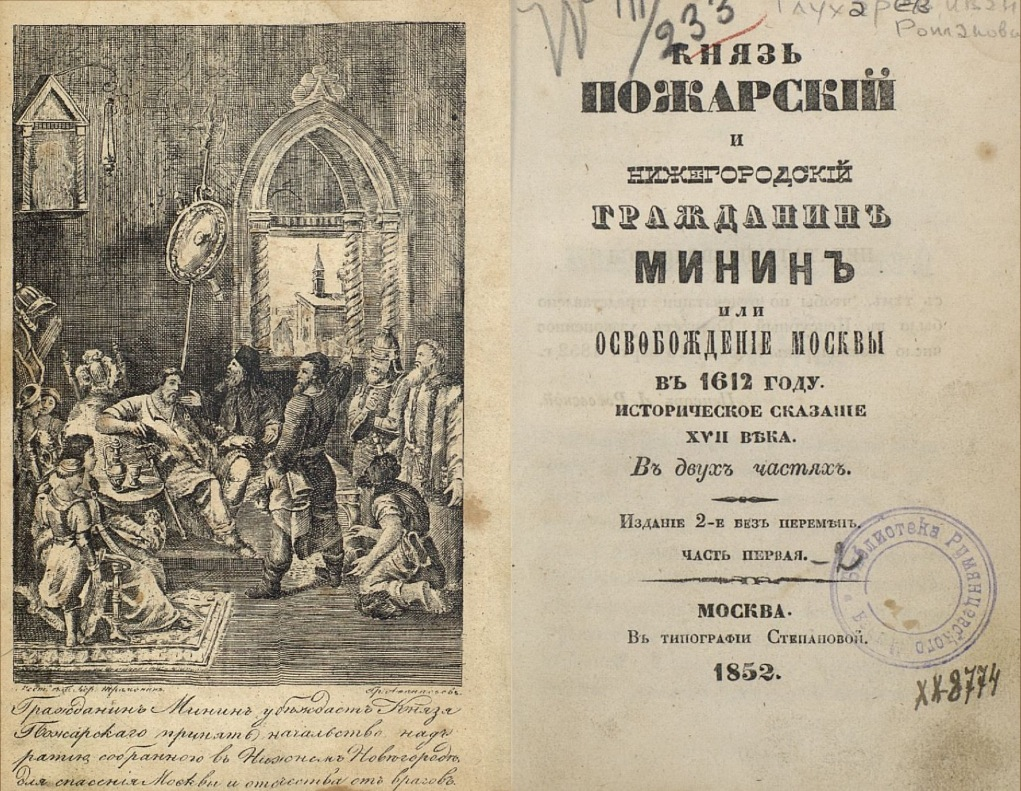
И. Н. Глухарёв. «Князь Пожарский и нижегородский гражданин Минин, или Освобождение Москвы в 1612 году».

Иван Никитич Глухарёв родился в 1809 году. Получил образование в Московской университетской гимназии. В 1829—1832 годах в качестве вольнослушателя посещал Московский университет, но курса не окончил. Вероятно, в университете свёл знакомство с группой интересовавшихся русской литературой студентов, в числе которых, скорее всего, были Ф. Н. Соловьёв, М. И. Воскресенский, С. М. Любецкий, с которыми составил что-то вроде литературного кружка. Во время захлестнувшей Россию моды на литературные альманахи, члены этой группы выпустили несколько литературных альманахов, составленных в основном из произведений друг друга и других московских студентов. Иван Глухарёв был одним из самых активных издателей и авторов этих сборников.
15 января 1831 года из печати вышло посвящённое Глухарёвым семейству Ф. Соловьёва «Северное сияние. Альманах на 1831 год». В конце года он выпустил альманах «Цинтия. Альманах на 1832 год» (рукопись была подана в цензуру ещё в начале 1830 года, однако, видимо, опоздала к праздникам и была отложена до лучших времён), а уже 15 января 1832 года появилась «самозванка» «Полярная звезда. Карманная книжка для любителей и любительниц чтения на 1832 год», которой в коммерческих целях было присвоено имя знаменитого альманаха К. Рылеева и А. Бестужева-Марлинского. Весной того же 1832 года Иван Никитич опубликовал ещё один альманах, «Улыбка весны. Альманах на 1832 г., изданный Ив. Глухарёвым». Все эти альманахи были встречены критикой пренебрежительно. Несколько лет спустя, в 1838 году, Иван Глухарёв выпустил сборник «Венок граций. Подарок любителям и любительницам пения и романсов, или Собрание разных стихов лучших известных сочинителей», который на этот раз представлял собой не альманах, составленный из произведений неизвестных авторов, а антологию стихотворений А. Пушкина, Е. Баратынского, В. Жуковского, А. Дельвига, П. Вязеского, Ф. Глинки, В. Кюхельбекера и др.
Глухарёв помещал в своих альманах много собственных сочинений. В «Северном сиянии» были напечатаны несколько стихотворений и прозаические «Мысли». Возможно, именно ему принадлежат произведения «Цинтии», подписанные именем «Иван …в». В «Полярной звезде» опубликовано более десятка стихотворений Глухарёва, а в «Улыбке весны» — отрывок из романа «Графиня Рославлева».
Иван Глухарёв много печатался как беллетрист: он был автором нескольких исторических романов, часто выходивших без указания его имени, которые пользовались спросом у невзыскательной публики. Так, из-под его пера вышли романы «Ольга Милославская» (1831, вторая часть 1839), «Графиня Рославлева, или Супруга-героиня, отличившаяся в знаменитую войну 1812 года. Историко-описательная повесть XIX столетия» (1832), «Проклятый. Историко-военно-описательный роман XIX столетия, заимствованный из истинного происшествия, случившегося во время войны русских с турками» (1833), а также драматизированные исторические «хроники» «Иноки, или Вторичное покорение Сибири» (1834), «Князь Пожарский и нижегородский гражданин Минин, или Освобождение Москвы в 1612 году. Историческое сказание XVII века» (1840, второе издание в 1852). Также двумя изданиями вышла книга «Памятник славы русским воинам, ознаменовавшим себя на Бородинском поле 26 августа 1812 года, или Признательность императора Николая Павловича к павшим за веру и отечество» (1849, 1853).
Хотя как серьёзный литератор Глухарёв известностью не пользовался, в 1833 году в «Дамском журнале» П. И. Шаликова был напечатан ряд его стихотворений («История моей жизни») и главы из романа «Братоубийца, или Святополк Окаянный». Из-за запрета цензуры роман «Братоубийца» отдельным изданием опубликован не был.